# Баевка (Чувашия)
Ба́евка (чув. Баевка) — посёлок Алатырского района Чувашской Республики. Относится к Алтышевскому сельскому поселению.

## География
Посёлок расположен в 9 км к востоку от районного центра, Алатыря. Ближайшая железнодорожная станция Алатырь там же. До центра поселения также 9 км по автодорогам на север. Посёлок находится на правом берегу реки Бездна.

## История
Деревня Баевские Выселки впервые упоминается в 1863 году. Первыми жителями были переселенцы из села Баево, мордва (эрзяне), этим и обусловлено название. Среди первых переселенцев был отец скульптора Степана Эрьзи (Нефёдова), Д. И. Нефёдов.
Согласно подворной переписи 1911 года, в посёлке Баевский проживало 17 семей. Имелось 14 взрослых лошадей и 3 жеребёнка, 15 коров и 7 телят (а также 2 единицы прочего КРС), 47 овец и коз и 17 свиней. Почва преобладала песчаная, сеяли озимую рожь и яровой овёс, а также пшеницу и лён и сажали картофель. Имелся 1 плуг, 2 веялки и сортировки. Многие занимались промыслами, в основном заготовкой леса (22 человека).
В 1927 году переименована в посёлок Баевка. В 1930 году создан колхоз «10 лет ЧАССР».

### Административная принадлежность
До 1927 года посёлок относился к Алатырской волости Алатырского уезда, позже (до 2004 года) — к Засурско-Безднинскому сельсовету (в 1935–39 годах назывался Засурским) Алатырского района.

## Население
| 2010 | 2012 |
| ---- | ---- |
| 9    | ↗10  |

Число дворов и жителей:
- 1897 — 11 дворов, 48 мужчин, 29 женщин.
- 1911 — 17 хозяйств, 51 мужчина, 60 женщин, всего 8 грамотных и учащихся[3].
- 1926 — 28 дворов, 93 мужчины, 85 женщин.
- 1939 — 117 мужчин, 122 женщины.
- 1979 — 57 мужчин, 71 женщина.
- 2002 — 17 дворов, 30 человек: 11 мужчин, 19 женщин, мордва (77%)[7].
- 2010 — 6 частных домохозяйств, 9 человек: 4 мужчины, 5 женщин.

Проживают мордва (эрзя), русские.